# Yvonne Leffler

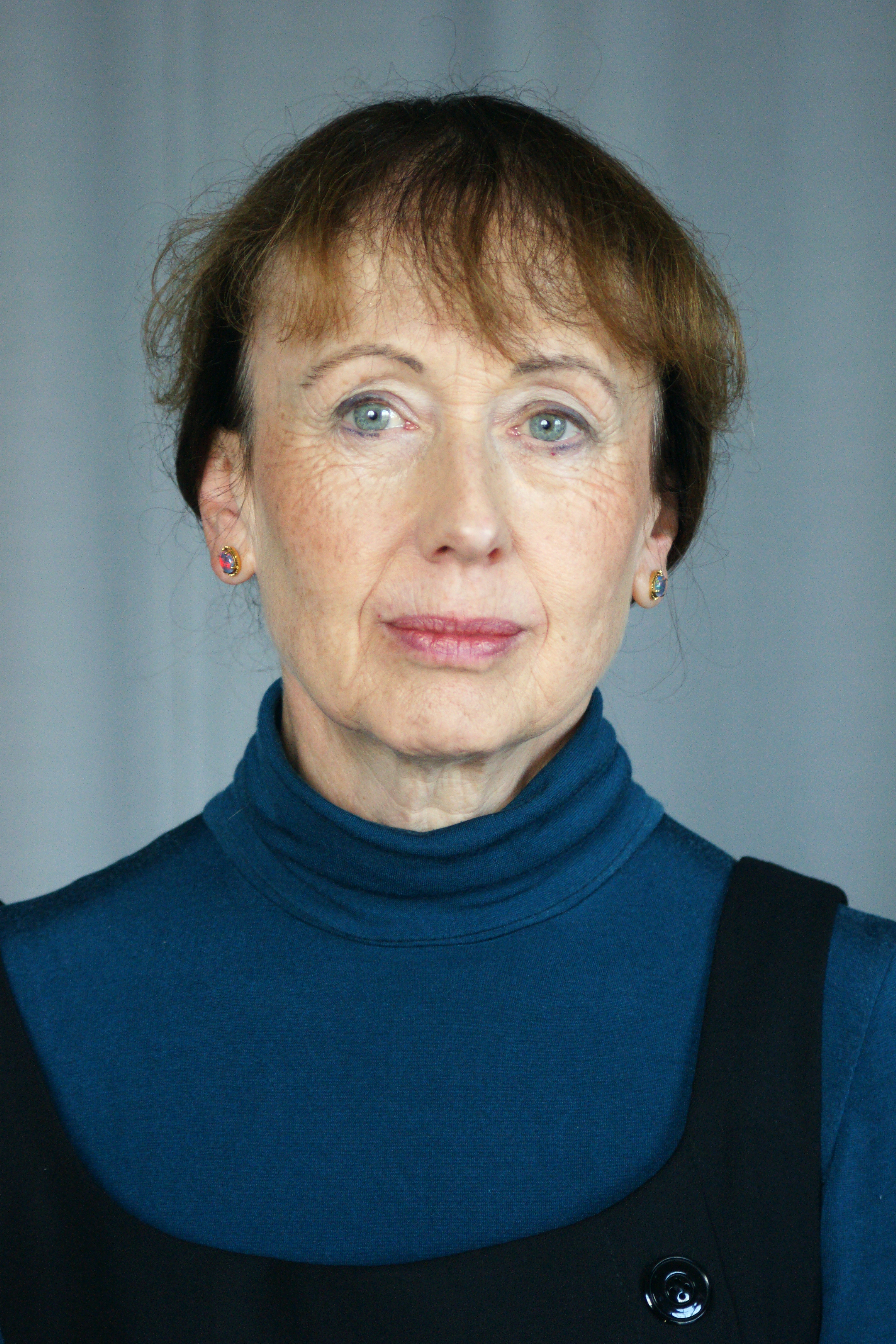
Yvonne Leffler under Göteborgs romanfestival, 2018.

Yvonne Leffler, född 1959, är professor i litteraturvetenskap vid Göteborgs universitet. Leffler disputerade i litteraturvetenskap vid Göteborgs universitet 1991 på avhandlingen "I skräckens lustgård. Skräckromantik i svenska 1800-talsromaner". Efter disputationen arbetade hon som universitetslektor vid Karlstads universitet, där hon blev docent i Litteraturvetenskap 1999. Sedan 2009 är hon professor i litteraturvetenskap vid Göteborgs universitet. Hennes forskning omfattar bland annat svensk 1800-talsroman, gotisk roman och brevfiktion,samt modern populärfiktion, då i synnerhet gotik, skräcklitteratur och -film. Leffler har varit forskningledare för "1800-talsgruppen" vid Karlstads universitet och redaktör för dess publikationer "Det glömda 1800-talet", "Bakom maskerna" och "Kvinnan, kärleken och romanen". Hon har färdigställt flera läromedel för universitetsundervisning på studentlitteratur, till exempel "Det moderna genombrottets dramer" och "Det moderna genombrottets prosa".
Hon har bland annat varit forskningsledare för det tvärvetenskapliga forskningsprogrammet "Religion, kultur och hälsa" vid Göteborgs universitet, där hon själv arbetat inom temat "fiktion och hälsa". Hon var 2013-2019 forskningsledare för projektet "Swedish Women Writers on Export in the Nineteenth Century", finansierat av Svenska Vetenskapsrådet.
Leffler mottog Pedagogiska akademins Pedagogiska pris vid Högkolan i Karlstad 1997 för "Högskolans lärorikaste lärare inom utbildningsområdet Humaniora/Samhällsvetenskap". Under tiden 2002-2004 var hon ordinarie ledamot i fakultetsnämnden Allmän vid Karlstads universitet; 2007-2012 var hon ordinarie ledamot i fakultetsnämnden vid Humanistiskt fakultet, Göteborgs universitet. Hon har berett forskningsansökningar om forskningsfinaniering som ledamot av Vetenskaprådets beredningsgrupp 1: Den estetiska gruppen 2004-2006, Vetenskapsrådets postdoc-panel 2008, samt för Norska och Danska forskningsrådet 2012 och 2015. Sedan 2012 är hon arbetande ledamot i Kungliga Vetenskaps- och Vitterhetssamhället i Göteborg, samt medlem i sällskapet Gnistan, Göteborg.